# David M. Abshire

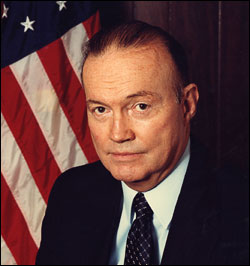
David M. Abshire

David Manker Abshire (* 11. April 1926 in Chattanooga, Tennessee; † 31. Oktober 2014 in Alexandria, Virginia) war ein US-amerikanischer Diplomat und Politikberater. Er war Präsident der Richard Lounsbery Foundation, zuvor politischer Berater von US-Präsident Ronald Reagan und Botschafter der Vereinigten Staaten.

## Lebenslauf
Abshire machte 1951 seinen Abschluss an der Militärakademie in West Point, New York. Im Koreakrieg war er Zugführer. Im Jahr 1962 gründete er das Zentrum für Strategische und Internationale Studien, welches er auch anschließend leitete. Von 1970 bis 1973 war er Staatssekretär für Kongressbeziehungen (Assistant Secretary of State for Legislative Affairs), anschließend Erster Vorsitzender des International Broadcasting, was er bis 1977 blieb. Ab dem Jahr 1981 wurde er für ein Jahr Geheimdienstberater des US-Präsidenten, anschließend ständiger US-Botschafter bei der NATO. Bis 1987 hatte er diesen Posten inne, im selben Jahr war er auch Berater von Ronald Reagan in der Iran-Contra-Affäre. Abshire starb am 31. Oktober 2014 in Alexandria, Virginia, im Alter von 88 Jahren.

## Bibliografie
- The South Rejects a Prophet. The life of Senator D. M. Key, 1824-1900. Praeger, New York u. a. 1967
- International Broadcasting. A New Dimension of Western Diplomacy. Sage, Beverly Hills u. a. 1976
- Foreign Policy Makers. President vs. Congress. Sage, Beverly Hills u. a. 1979, ISBN 0-8039-1332-X
- Preventing World War III. A Realistic Grand Strategy. Harper & Row, New York 1988, ISBN 0-06-015986-3
- Putting America's House in Order. The Nation as a Family. Mit Brock Brower. Praeger, Westport 1996, ISBN 0-275-95431-5
- Saving the Reagan Presidency. Trust Is the Coin of the Realm. Texas A&M Univ. Press, College Station 2005, ISBN 1-585-44466-9
- A Call to Greatness. Challenging Our Next President Rowman & Littlefield, Lanham 2008, ISBN 978-0-7425-6245-5